# Vechtaer Moorbach
Der Vechtaer Moorbach ist ein 22 km langer löss-lehmgeprägter Tieflandbach in den südoldenburgischen Landkreisen Vechta und Cloppenburg im östlichen Einzugsgebiet der Ems.

## Verlauf

### Heutiger Verlauf
Das Quellgebiet des Vechtaer Moorbachs liegt direkt an der Weser-Ems-Wasserscheide. Sein Hauptquellbach entspringt am Tiefen Schlatt, im Nordosten der Visbeker Bauerschaft Hagstedt, und fließt von dort in Richtung Südsüdost. Vor Unterquerung der Kreisstraße 334 fließt ihm von rechts die Hagstedter Bäke zu. Vor Astrup nimmt der Vechtaer Moorbach von links seinen zweiten, aus den nördlich gelegenen Fluren Hundenschlatt und Fahrenfeldskämpe kommenden Quellbach auf. Im weiteren Verlauf nimmt der Bach in Holtrup von rechts den Wasserzug Schulzemeyers Bäke auf und bildet die Grenze zwischen der Stadt Vechta und der Gemeinde Goldenstedt (Ortsteil Lutten). Hier fließen dem Vechtaer Moorbach zunächst von Osten kommend der Lutter Mühlenbach, der Hasbach und die Schlochter Bäke zu, und nach seinem Richtungswechsel bei Telbrake nach West – auf Vechta zu – die Neue Bäke und der Füchteler Bach von Norden.
Östlich des Vechtaer Moorbachs liegen große Hochmoorgebiete, deren nordwestliche Teile über den Bach entwässert werden.
Der Bach durchquert die Innenstadt von Vechta. Dabei spaltet er sich hinter der Wassermühle in einen nördlichen und einen südlichen Arm auf. Der südliche Arm fließt südlich des Marienhospitals direkt in Richtung Westen – zunächst parallel zur Straße Contrescarpe – und begleitet dann den Bokerner Damm bis zur westlichen Vechtaer Stadtgrenze. Der nördliche Arm – Nepomukgraben, auch Nepomukkanal genannt – fließt nördlich am Amtsgericht, der Propsteikirche St. Georg und dem Kaponier vorbei in das Gelände des Zitadellenparks. Dessen westliche Gräfte mündet südlich des Friedhofs in den Südarm ein. Das letzte Stück des Nepomukgrabens wurde 1935 beim Bau des Flugplatzes umgeleitet; zuvor war er über das spätere Flugplatzgelände in Richtung Westen weitergeflossen. Ein dritter Arm des Moorbachs, der von der Vechtaer Wassermühle aus in Richtung Bremer Tor verlief und von dort aus in das Zitadellengelände einmündete, existiert heute nicht mehr. An der Grenze zur Gemeinde Bakum nimmt der Vechtaer Moorbach von rechts den Vechtaer Marschgraben und von links den Hagener Bach auf. Da der Marschgraben westlich des Zitadellengrabens vor dessen Rückführung in den Hauptarm des Moorbachs abzweigt, endet das Binnendelta des Vechtaer Moorbachs erst an dieser Stelle.
In der Gemeinde Bakum wechselt der Vechtaer Moorbach nach der Einmündung des Spredaer Baches vor Gut Daren seinen Namen in Fladderkanal. Nach Zufluss des aus Bakum im Norden kommenden Bakumer Bachs unmittelbar vor der Unterquerung der Bundesautobahn 1 nimmt der Fladderkanal westlich des Polders Lüsche die aus Norden kommende Steinbäke, sodann den Bentbach und den Weißefehnbach auf, erreicht nördlich von Gut Lage den Landkreis Cloppenburg, und mündet schließlich in die Lager Hase, die wiederum dem Binnendelta der Hase, eines rechten Nebenflusses der Ems, zuströmt.

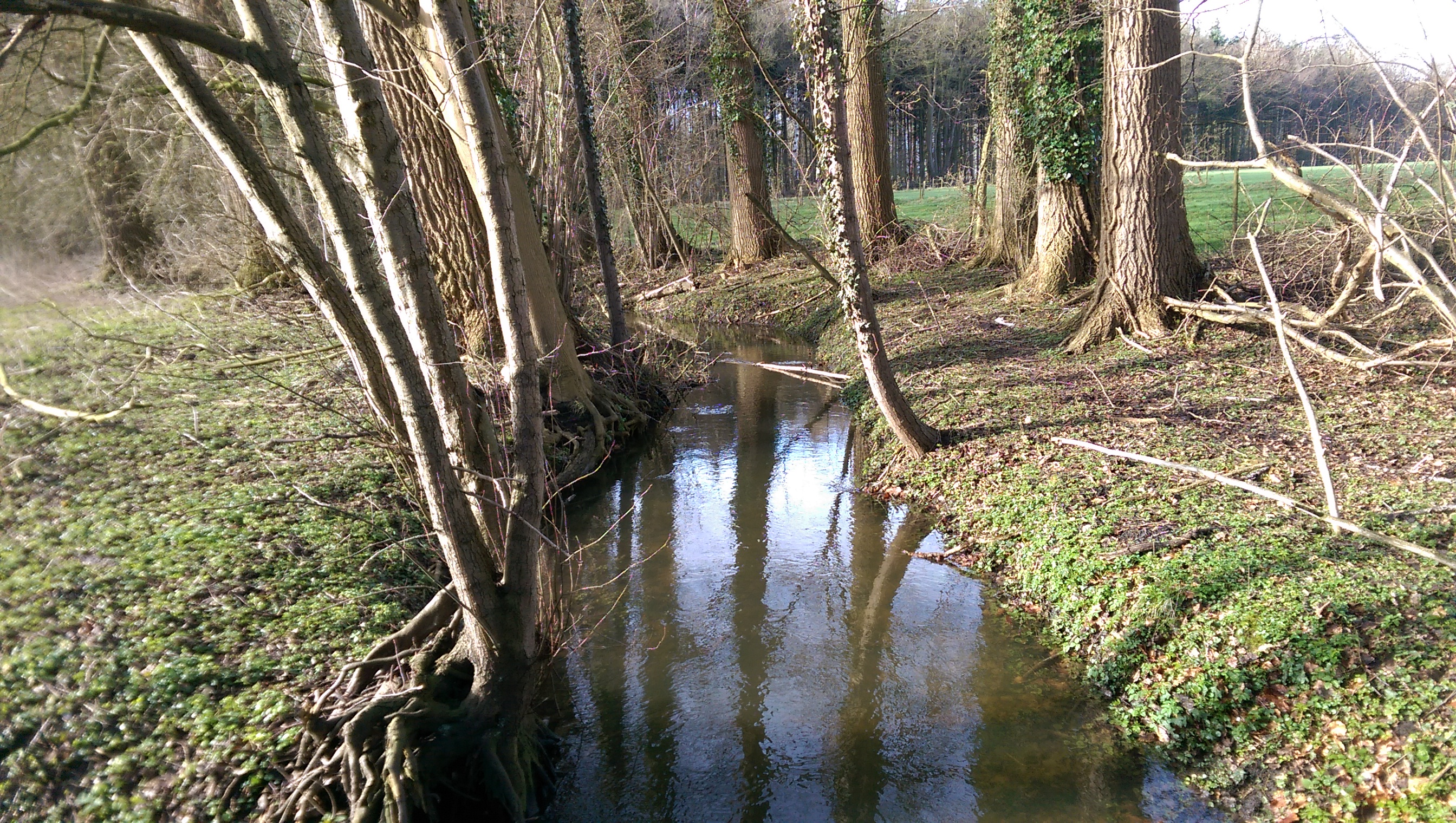
Oberlauf des Vechtaer Moorbachs bei Astrup
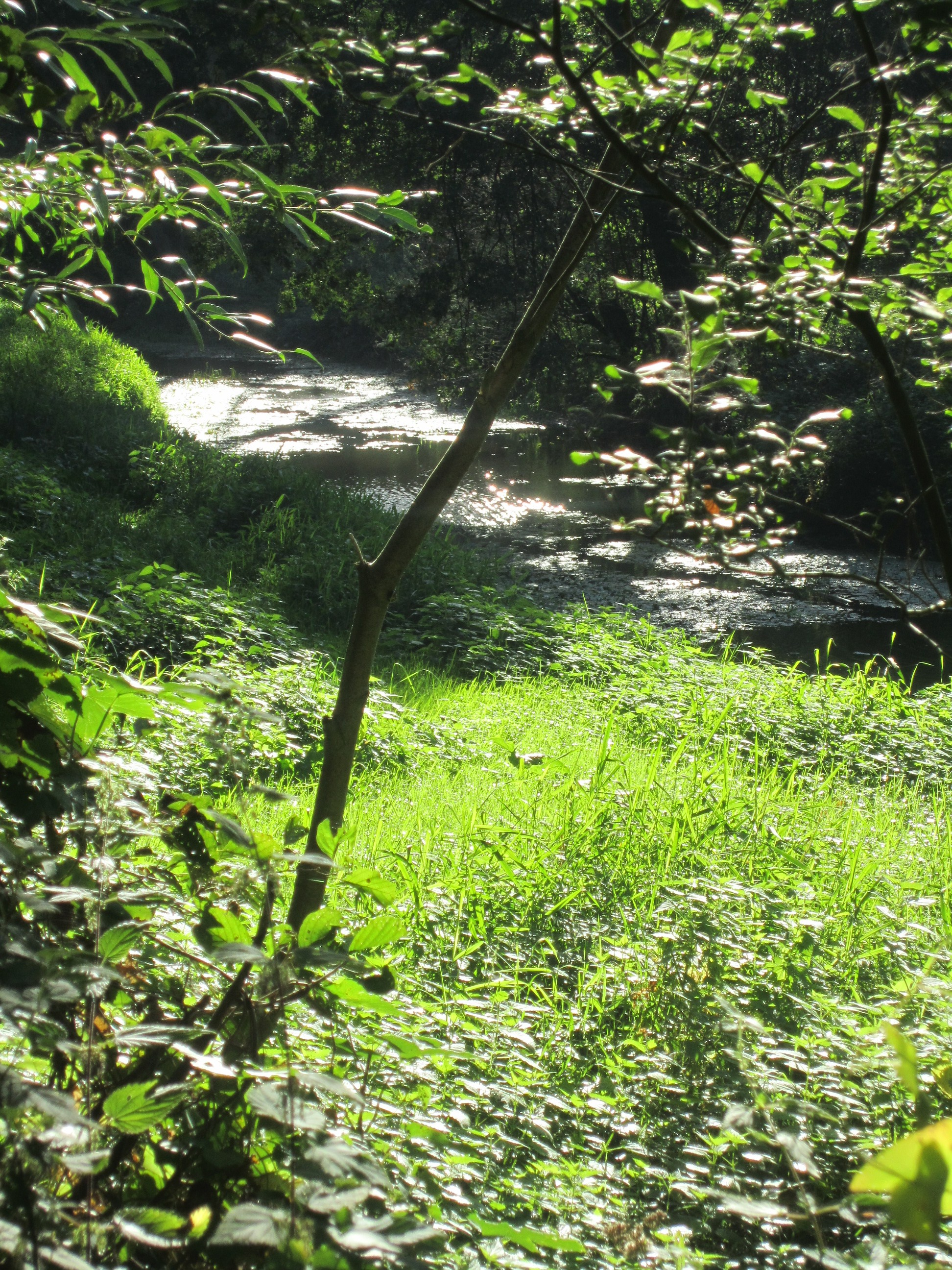
Vechtaer Moorbach zwischen Füchtel und Welpe, vom Pickerweg aus betrachtet
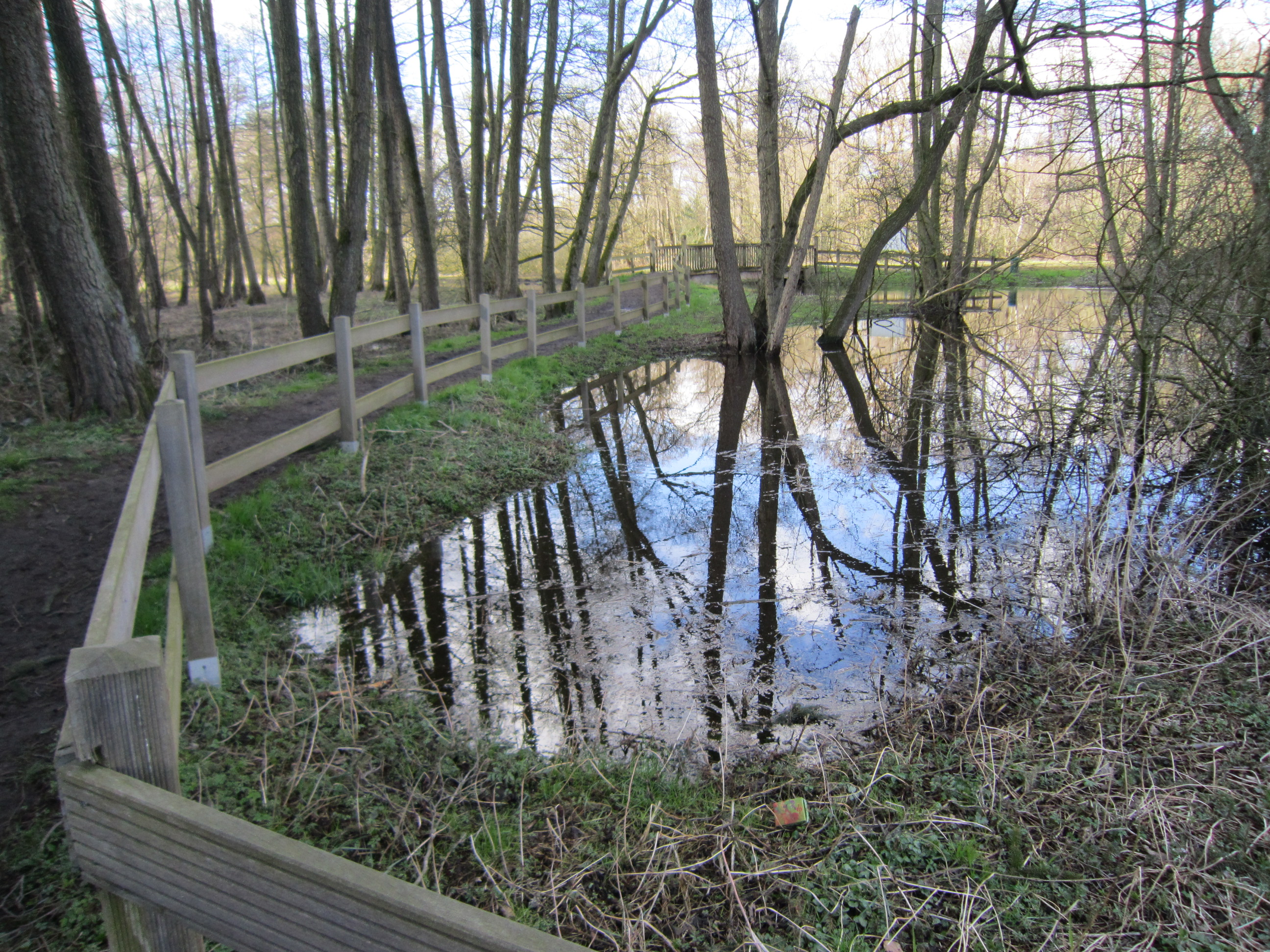
Moorbachaue bei Hochwasser am Wanderweg vom Immuntun nach Füchtel
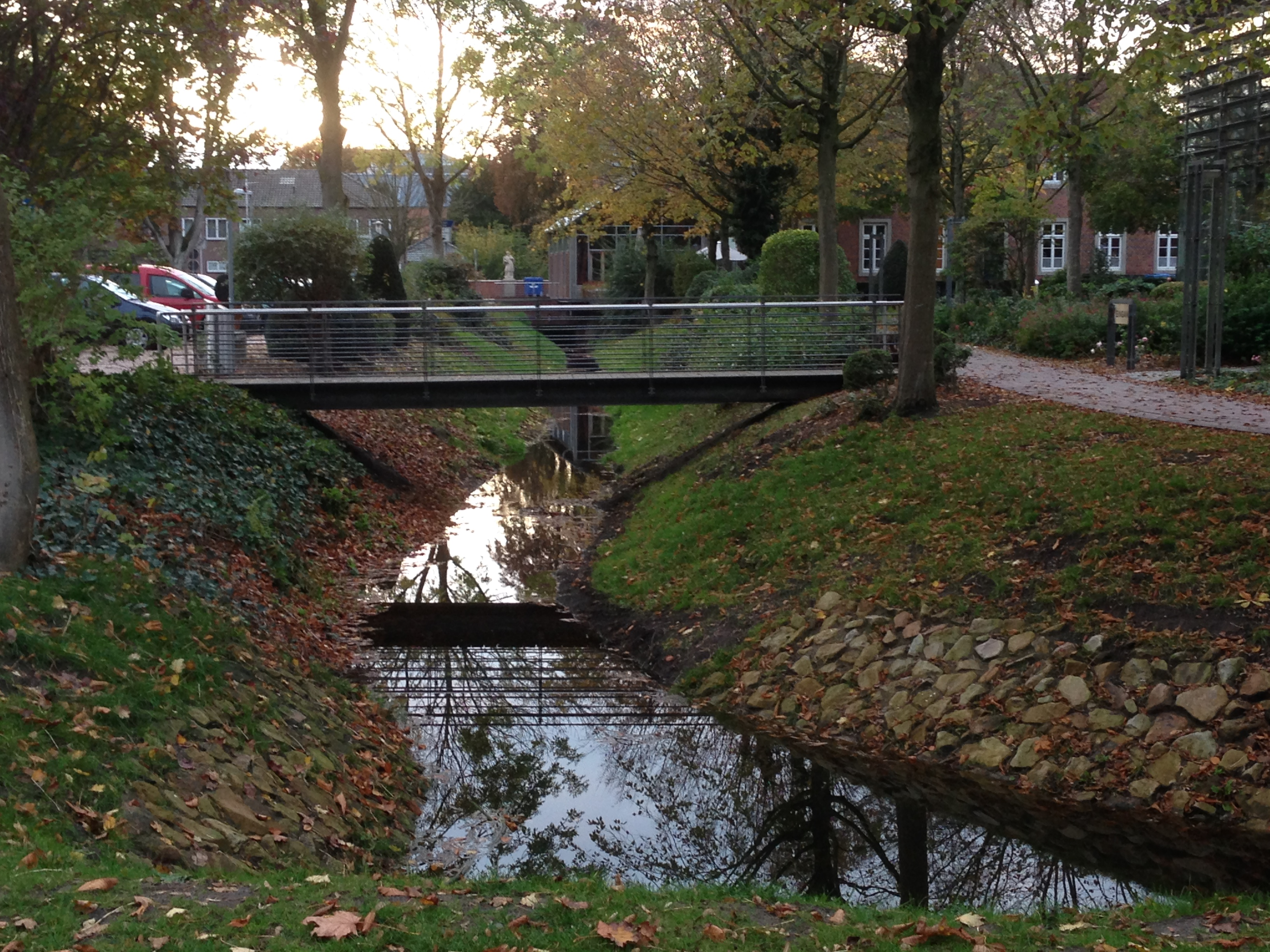
Nepomukgraben zwischen Amtsgericht (links) und Rathaus (rechts) Vechta. Im Hintergrund eine Nepomukstatue
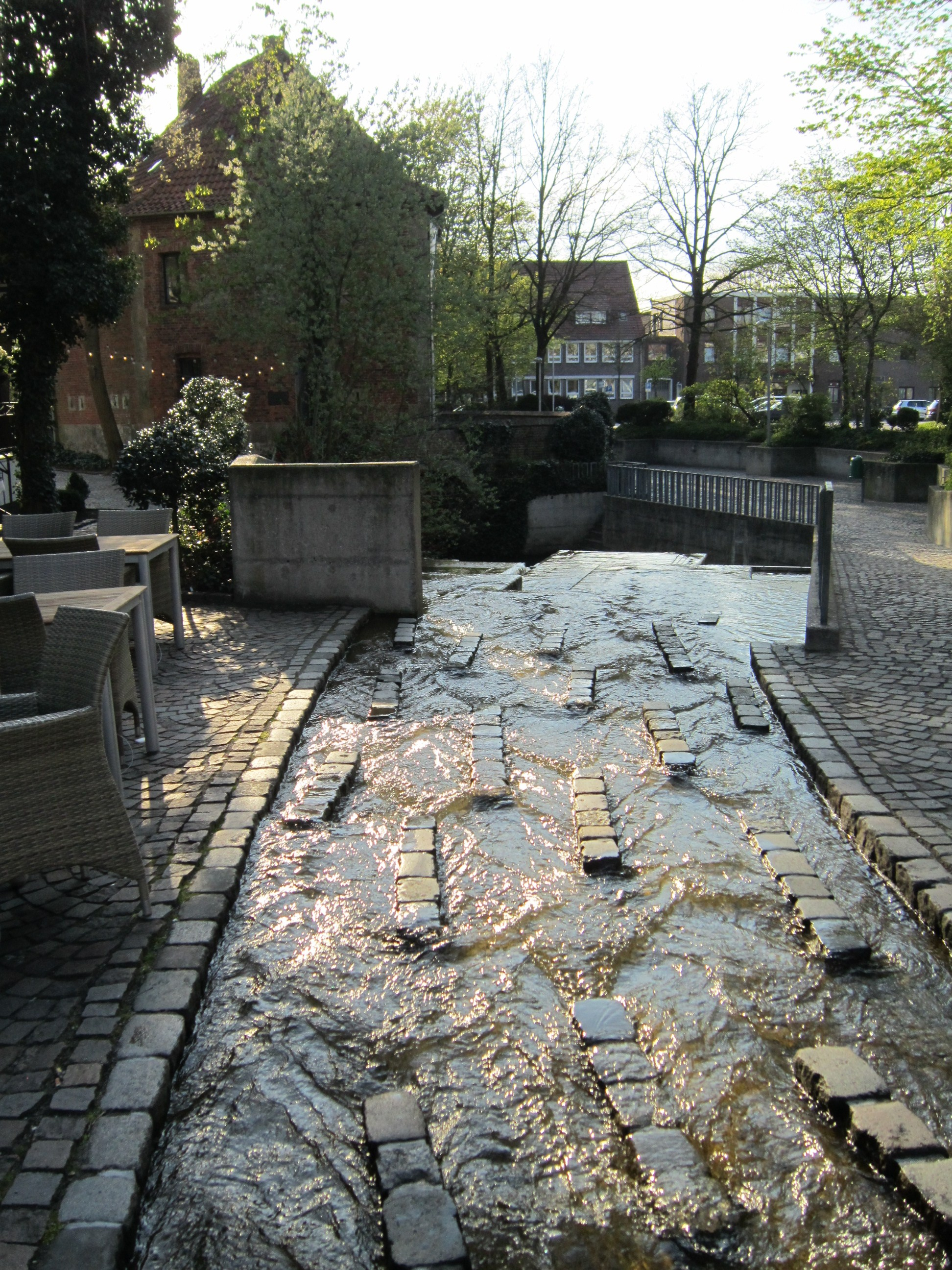
Brunnenanlage über dem verrohrten Nepomukgraben zwischen Europaplatz und Kaponier
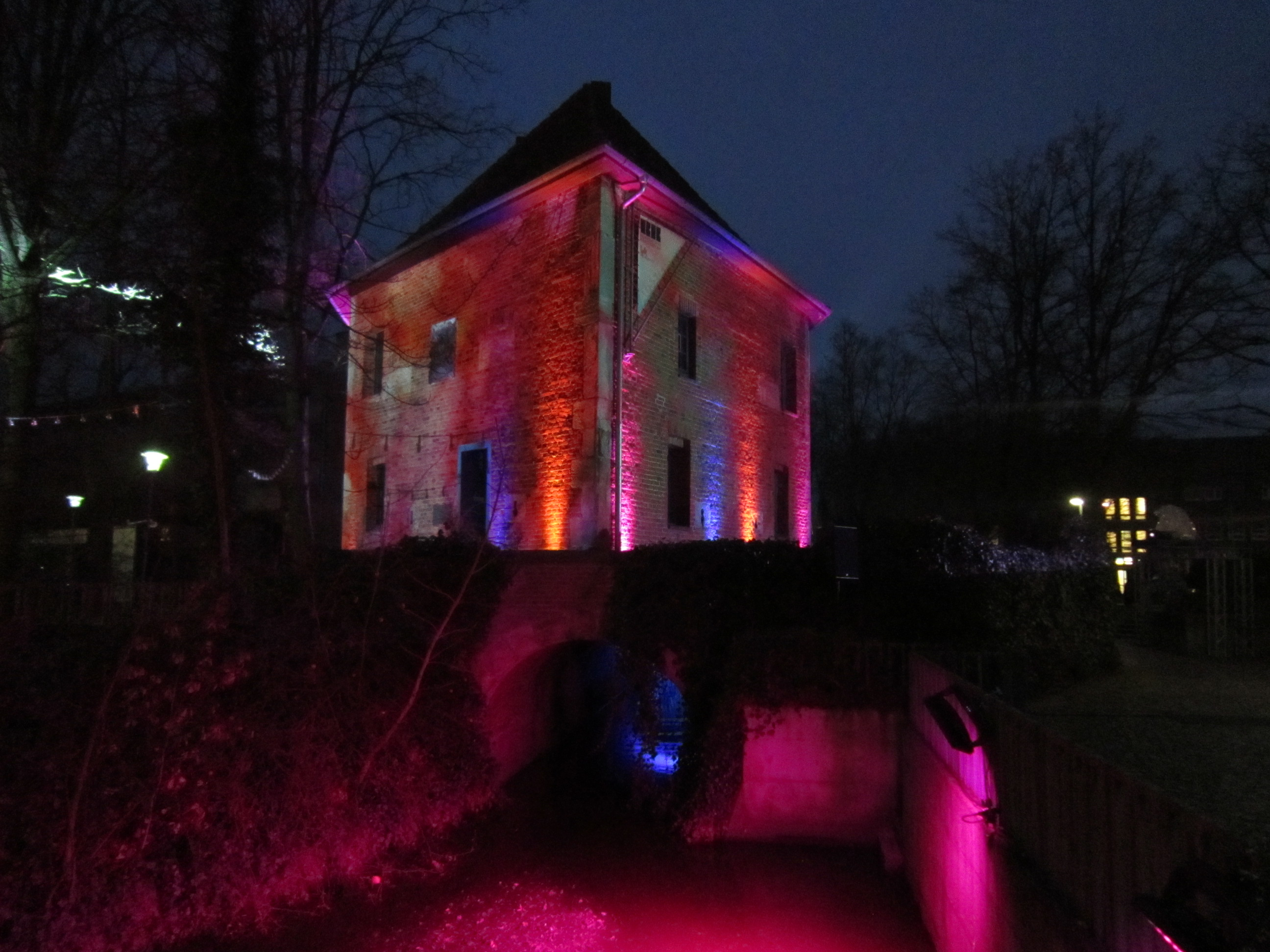
Nepomukgraben während der Vechtaer Lichtertage 2015 unmittelbar oberhalb des Kaponiers
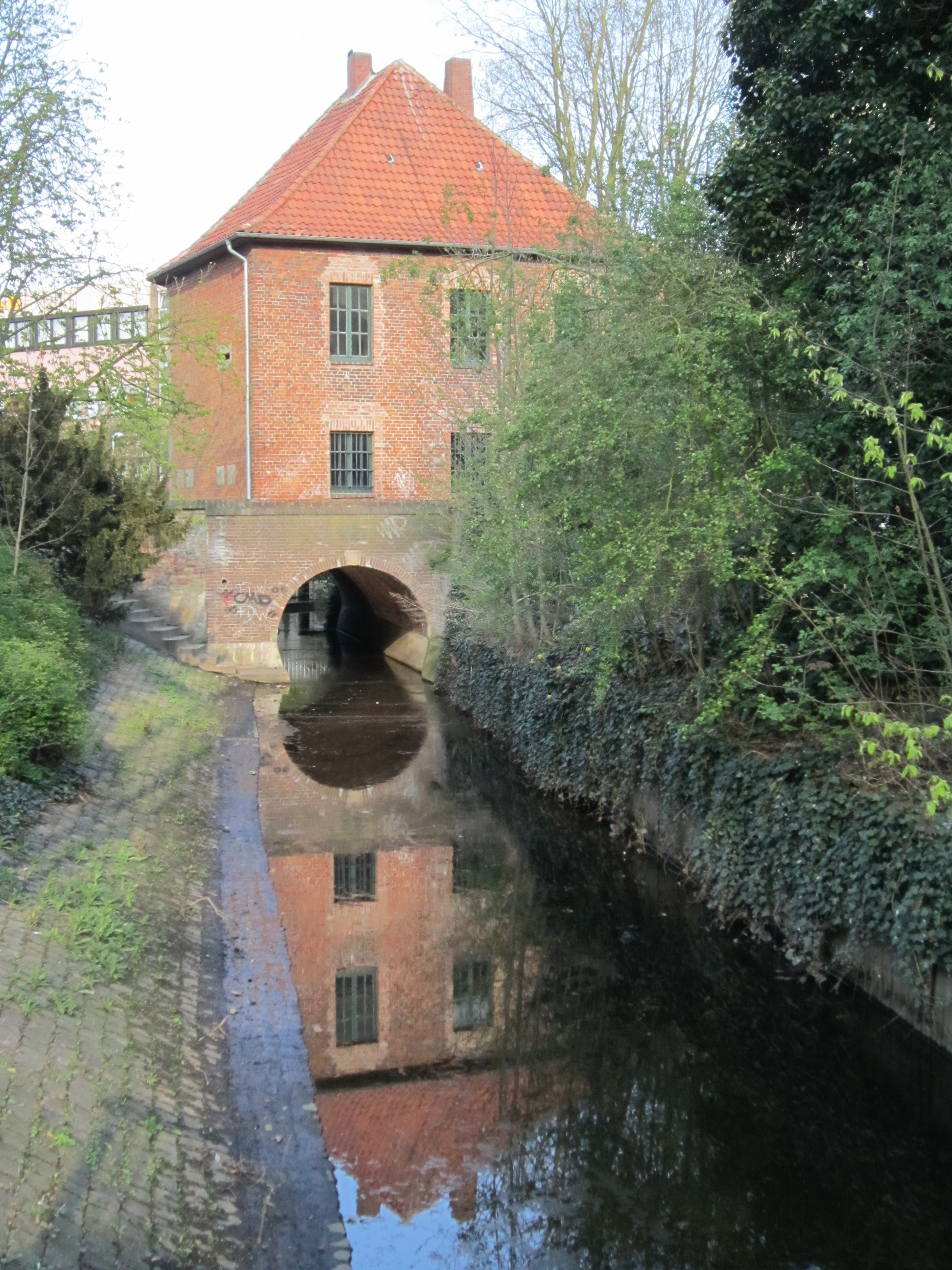
Nepomukgraben unmittelbar unterhalb des Kaponiers
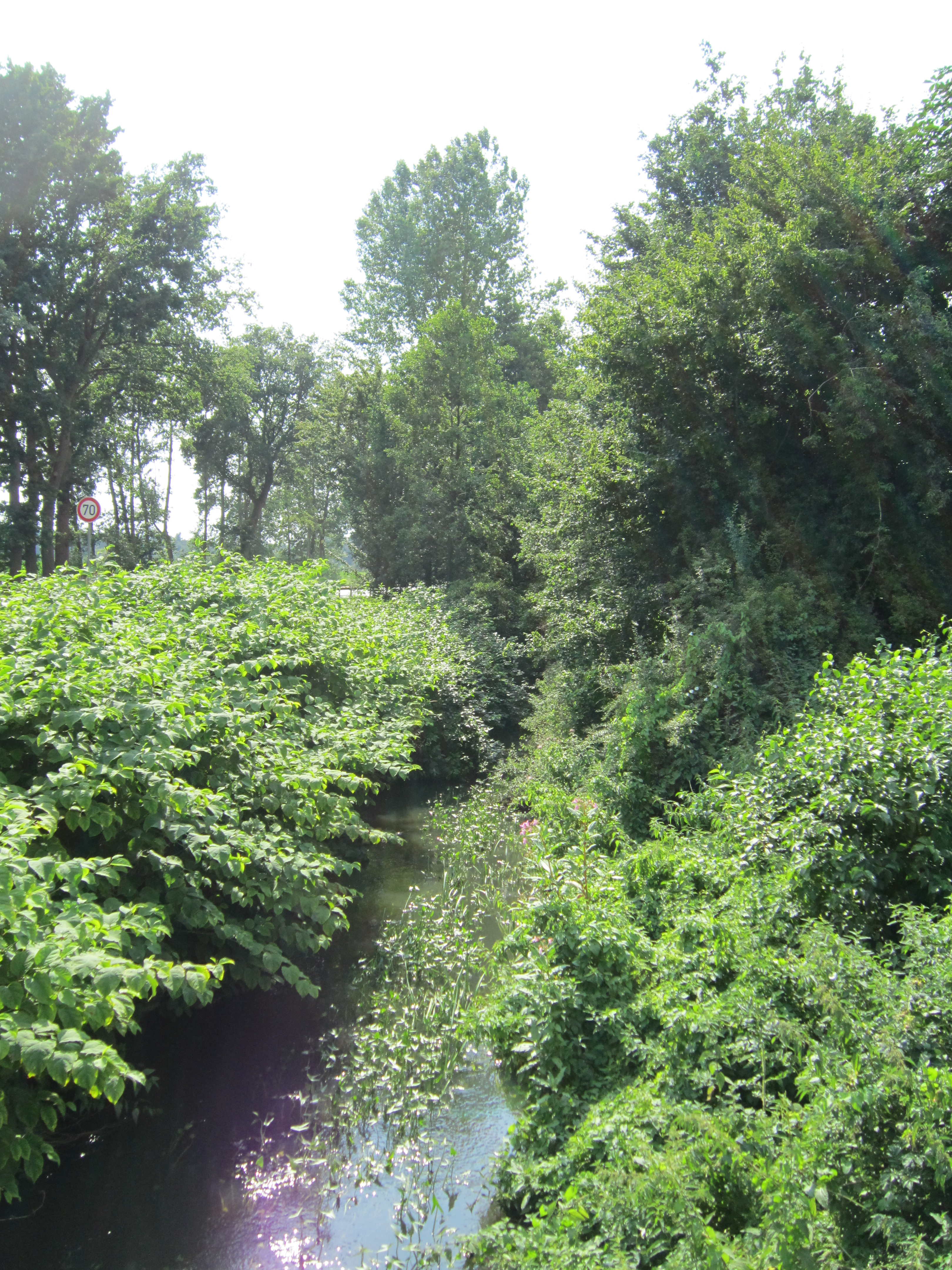
Vechtaer Moorbach beim Klärwerk
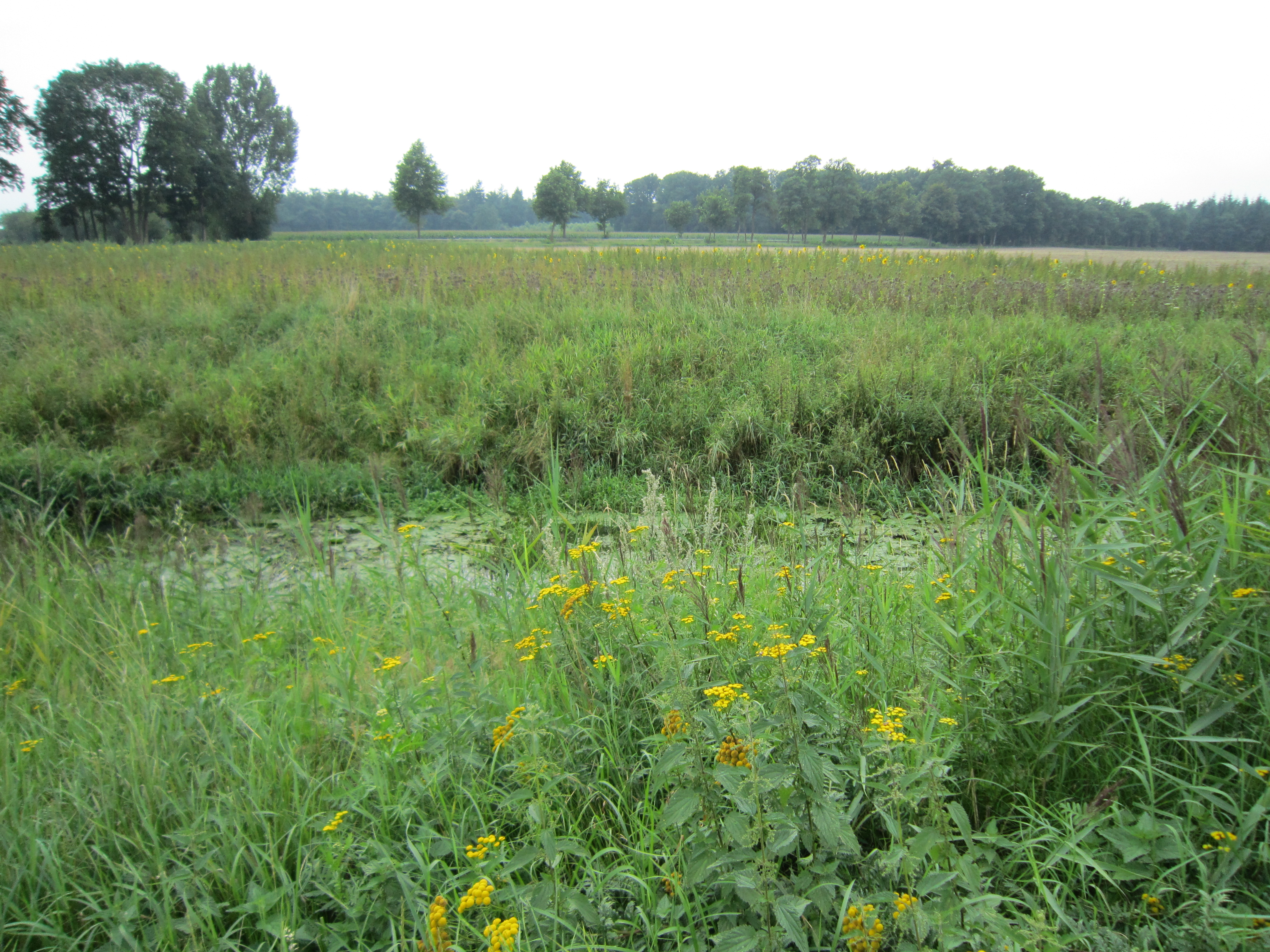
Moorbachaue im Südosten von Bakum

### Früherer Verlauf
Bis in die 1920er Jahre bildete die Aue und nicht der Fladderkanal die Fortsetzung des Vechtaer Moorbachs und des Spredaer Bachs. Die durch die Abtrennung vom Fladderkanal künstlich verkürzte Aue ergießt sich heute noch gut drei Kilometer ostsüdöstlich der Einmündung des Fladderkanals in die Lager Hase.
Carl Heinrich Nieberding zufolge floss der „Vechtaer Bach“ bis ins letzte Viertel des 18. Jahrhunderts bis Osteressen. Bereits dort sei er auf die „Osnabrücksche Haase“ gestoßen, die vor 1800 nach Westen verlegt und über einen „neuen Haase-Canal“ (d. h. die Neue Hase bzw. den Essener Kanal) geleitet worden sei. Dadurch sei der „Vechtaer Bach“ bis zur heutigen Mündung der Lager Hase westlich von Essen verlängert worden. In Nieberdings Sprachgebrauch sind sowohl die Aue als auch die Lager Hase Abschnitte des „Vechtaer Bachs“.

## Erscheinungsbild

### Vor 2017

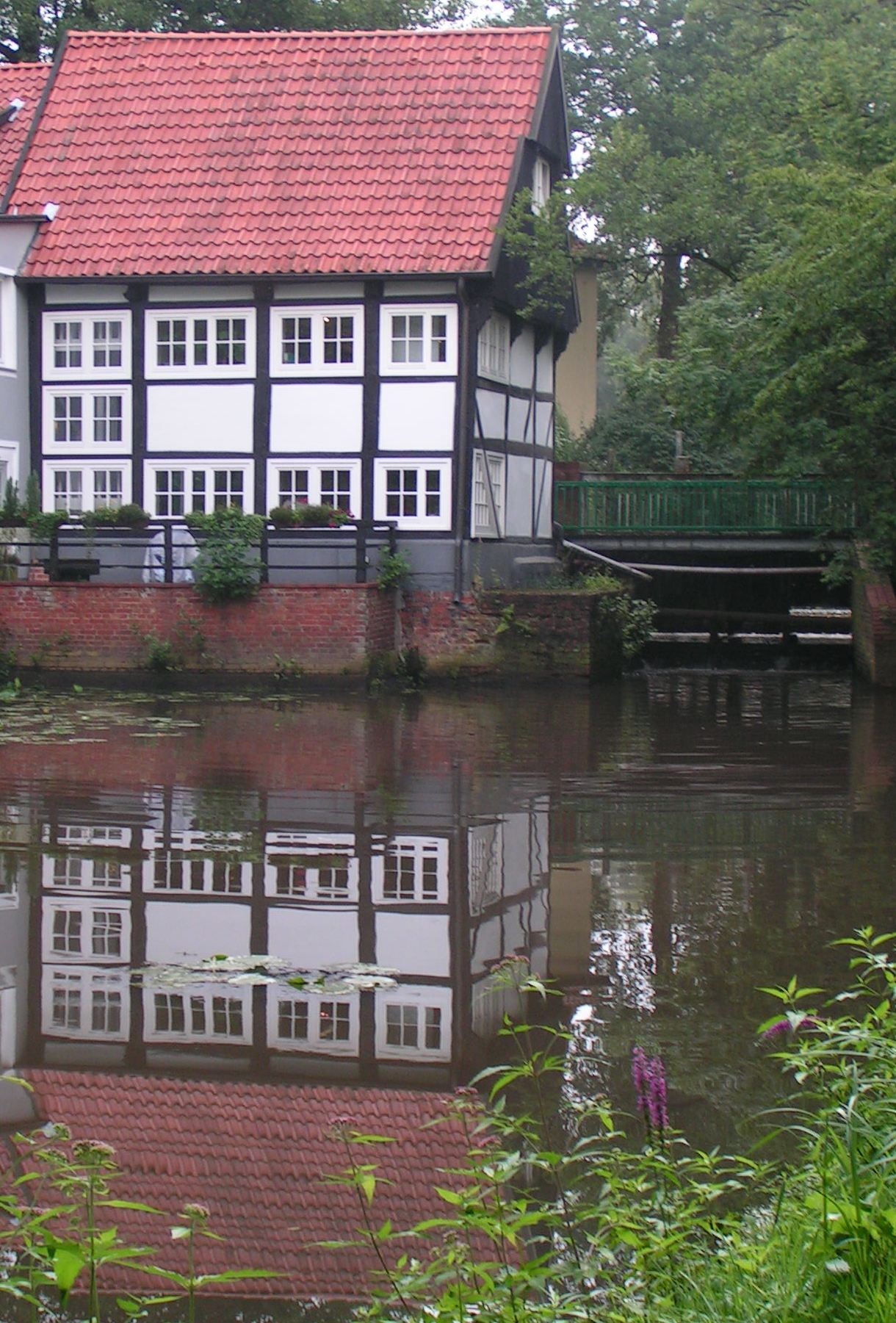
Moorbach unterhalb der Wassermühle im Jahr 2006

Im Oberlauf, im Bereich zwischen Astrup und Holtrup schlängelt sich der Vechtaer Moorbach zunächst durch einen urwüchsigen Auwald. Obwohl der Bach auch dort zum Teil begradigt wurde, findet man hier eine wesentlich größere Strukturvielfalt als sonst bei kleineren Gewässern in der Norddeutschen Tiefebene, da auf eine intensive Unterhaltung des Gewässers verzichtet wird. Hier findet man auch noch längere, zusammenhängende Ufergehölzstreifen.

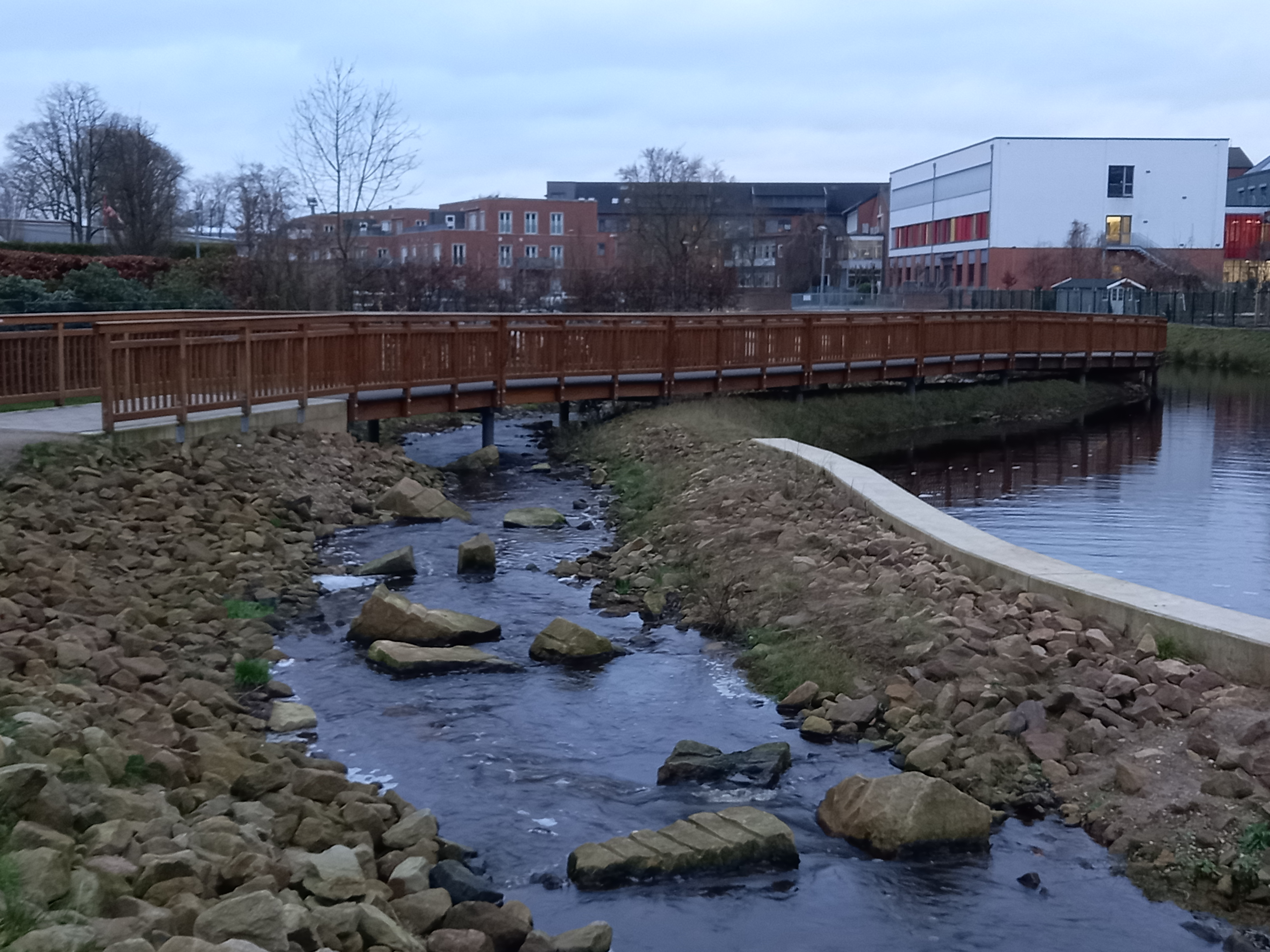
Moorbach unterhalb der Wassermühle im Jahr 2025

Im weiteren Verlauf nimmt das Ausmaß der Begradigung des Vechtaer Moorbachs zu. Ufergehölze und Randstreifen als Pufferzone gegen die meist landwirtschaftliche Nutzung der Aue fehlen größtenteils. Auch unterhalb von Vechta wurde der Bachverlauf stark verändert, wie man dem Namen Fladderkanal unschwer entnehmen kann. Der Kanal weist nur wenige und nur sanfte Windungen auf und ist westlich der Bundesautobahn 1 auf beiden Seiten eingedeicht.
Der ökologische Zustand des Vechtaer Moorbachs wurde 2009 vom Niedersächsischen Landesbetrieb für Wasserwirtschaft, Küsten- und Naturschutz (NLWKN) als „schlecht“ bewertet.

### Umbaumaßnahmen ab 2017
Die Stadt Vechta begann im Jahr 2017 mit umfangreichen Baumaßnahmen an den Wasserkörpern im Bachsystem des Vechtaer Moorbachs unterhalb der Wassermühle. Ab 2022 wurden der Hauptarm des Moorbachs unterhalb der Wassermühle und der Nepomukkanal neu gestaltet. Die Baumaßnahmen dienten dem Hochwasserschutz, der besseren Durchlässigkeit des Wasserzugs für Fische sowie der Schaffung von Ruhezonen und Lebensräumen für kleinere Lebewesen. 
Unmittelbar westlich der Wassermühle wurde der Hauptarm des Moorbachs ausgebaut (siehe das Foto rechts). Der Umbau des Moorbachs war im Juni 2024 abgeschlossen. Der Abschnitt des Nepomukkanals im Bereich des Bee-Parks wurde verrohrt und kann dadurch deutlich größere Wassermassen ableiten. Der Park wurde zugleich umgestaltet. Der Marschgraben westlich des Zitadellenparks kann durch ein neues Graben- und Kanalsystem ebenfalls den Bereich des Bachsystems unterhalb der Wassermühle bei Hochwasser erheblich entlasten.

## Geschichtliche Bedeutung
An keiner Stelle zwischen der Hunte und der Ems ist der Abstand zwischen den höher gelegenen Gebieten der Ems-Hunte-Geest (hier: der Cloppenburger Geest) und den südlich gelegenen Höhen (hier: den Ausläufern der Dammer Berge) so niedrig wie dort, wo der Vechtaer Moorbach in Richtung Westen abbiegt. Da im Mittelalter Handelswege durch das Norddeutsche Tiefland so hoch wie möglich angelegt wurden, lag die Idee nahe, die Furt über den Vechtaer Moorbach beim heutigen Vechta zu nutzen und dort einen Fernhandelsweg, eine Befestigung und eine Stadt zu gründen. Im frühen Mittelalter bildete der nördliche Arm des Vechtaer Moorbachs die Grenze zwischen den sächsischen Gauen Dersagau und Lerigau.
Der Fernhandelsweg „Rheinische Straße“ von Bremen nach Dortmund wurde erstmals 851 urkundlich erwähnt. Die erste Burg Vechtas wurde um 1080 errichtet. Sie wurde nach dem Brand der Stadt und der Burg Vechta 1684 aufgegeben und durch die Zitadelle ersetzt. Die Burg wurde als Castrum Vechtense ab 2012 im Zitadellenpark Vechta rekonstruiert.

## Kritik an der Nomenklatur
Der Heimatverein Oythe kritisiert, dass „seit altersher“ der Lauf des Moorbachs dort beginne, wo sich die Alte Bäke und die aus Lutten kommende Schlochter Bäke vereinen. Der korrekte Name für den Oberlauf des Vechtaer Moorbachs sei also Alte Bäke.